# Purépero (kommun)
Purépero är en kommun i Mexiko.   Den ligger i delstaten Michoacán de Ocampo, i den centrala delen av landet, 300 km väster om huvudstaden Mexico City.
Följande samhällen finns i Purépero:
- Puréparo de Echaíz